# Черногорское дерби
«Черногорское дерби» (черног. Crnogorski derbi) — название футбольного дерби между черногорскими клубами «Будучност» и «Сутьеска», которое является самых принципиальным противостоянием в черногорском футболе. История дерби ведёт своё начало с 9 октября 1932 года.

## История
«Будучност» была основана в 1925 году, а «Сутьеска» в 1927 году. Первый официальный матч команды провели в 1932 году в Никшиче в качестве матча чемпионата Черногорской республики, где «Будучност» победила со счетом 2:1.
Первое дерби после Второй мировой войны команды провели в апреле 1946 года, когда оба клуба играли в лиге Республики Черногории, чтобы попасть в регулярный сезон югославской Первой лиги. На данный момент между этими командами было сыграно 110 матчей.
Как матч главных и сильнейших клубов из двух крупнейших черногорских городов, дерби стало популярным среди горожан с самого начала истории. Одни из самых высоких показателей посещаемости в черногорском футболе были зафиксированы на играх черногорского дерби. С 80-х годов оба клуба организовали группы болельщиков, что придало черногорскому дерби новое и жестокое отражение.

### Статистика

#### Статистика в матчах друг против друга
| Турнир                            | Игры | Будучност | Ничьи | Сутьеска | Разница мячей |
| --------------------------------- | ---- | --------- | ----- | -------- | ------------- |
| Первая лига                       | 71   | 32        | 23    | 16       | 107:70        |
| Чемпионат Черногорской республики | 4    | 4         | 0     | 0        | 15:3          |
| Низшие лиги                       | 26   | 12        | 7     | 7        | 43:28         |
| Национальный кубок                | 9    | 6         | 3     | 0        | 14:5          |
| Totals                            | 110  | 54        | 33    | 23       | 179:107       |

#### Крупнейшие победы

##### Будучност
- Дома: Будучност 7-1 Сутьеска, 1933, Чемпионат Черногорской республики
- В гостях: Сутьеска 0-4 Будучност, 2016, Чемпионат Черногории по футболу

##### Сутьеска
- Дома: Сутьеска 5-2 Будучност, 1963, Вторая Югославская лига
- В гостях: Будучност 1-4 Сутьеска, 2019, Чемпионат Черногории по футболу

#### Посещаемость
- Наибольшая / Подгорица: 16 000, Будучност - Сутьеска 3:0, Под Горицом, 1974
- Наименьшая / Подгорица: 700, Будучност - Сутьеска 1:1, Под Горицом, 2018
- Наибольшая / Никшич: 12 000 Сутьеска - Будучност 1:3, Край Бистрице, 1975
- Наименьшая / Никшич: 1 500 Сутьеска - Будучност 3:1, Край Бистрице, 1992; Сутьеска - Будучност 1:0, Край Бистрице, 1995; Сутьеска - Будучност 3:2, Край Бистрице, 2018

#### Посещаемость по стадионам
| Город     | Стадион       | Хозяйка   | Средняя посещаемость | Общая посещаемость | Матчей | Наибольшая посещаемость | Наименьшая посещаемость |
| --------- | ------------- | --------- | -------------------- | ------------------ | ------ | ----------------------- | ----------------------- |
| Никшич    | Край Бистрице | Сутьеска  | 4 487                | 233 300            | 52     | 12 000                  | 1 500                   |
| Подгорица | Под Горицом   | Будучност | 4 256                | 199 900            | 47     | 16 000                  | 700                     |
| Подгорица | Цветин Бриег  | Будучност | 1 000                | 1 000              | 1      | 1 000                   | 1 000                   |